# 泰勒氏尖鼻魨
泰勒氏尖鼻魨（學名：Canthigaster tyleri）為輻鰭魚綱魨形目四齒魨亞目四齒魨科的其中一種，為熱帶海水魚，分布於印度洋區模里西斯、葛摩、馬爾地夫與塞席爾群島等海域，棲息深度1-40公尺，體長可達9公分，棲息在水質清澈的潟湖、臨海礁石區，以藻類、海綿及等為食，生活習性不明。